# Niemeyera
Genre
Classification phylogénétique
Niemeyera est un genre de plantes à fleurs de la famille des Sapotaceae. Ce sont des arbres et des arbustes originaires d'Australie et de Nouvelle-Calédonie.

## Quelques espèces
- Niemeyera acuminata
- Niemeyera antiloga
- Niemeyera balansae
- Niemeyera chartacea
- Niemeyera deplanchei
- Niemeyera francei
- Niemeyera gatopensis
- Niemeyera lissophylla
- Niemeyera papuana
- Niemeyera prunifera
- Niemeyera sessilifolia
- Niemeyera stylidioides
- Niemeyera whitei